# Bernd Hoefer
Bernd Hoefer (* 4. September 1905; † nicht ermittelt) war ein deutscher Politiker (NSDAP).

## Leben
Er war zunächst landwirtschaftlicher Inspekteur in Berßel. Zum 1. Mai 1932 trat er der NSDAP bei (Mitgliedsnummer 1.072.661). Er kandierte erfolgreich für die NSDAP im März 1933 bei der Wahl in den Provinziallandtag der preußischen Provinz Sachsen. In Halberstadt wurde er zum Kreisleiter der NSDAP im Kreis Halberstadt-Wernigerode im Gau Magdeburg-Anhalt ernannt. 1937 wurde er aufgrund von Vorfällen als Kreisleiter nach Dessau versetzt und durch Udo Grosse in Halberstadt abgelöst. Maßgeblichen Anteil hatte er dort am massiven Vorgehen gegen die jüdische Bevölkerung im Zuge der Novemberpogrome 1938. Im gleichen Monat überbrachte er die Grüße des Gauleiters Jordan auf der Führertagung der SA-Gruppe Mitte im Alten Theater in Dessau, bei der die Anwesenden auf den „Kampf gegen das internationale Judentum“ eingeschworen wurden. 1939 veranlasste er als „politischer Hoheitsträger“ die Zusammenlegung mehrerer Dessauer Sportvereine im Sinne der nationalsozialistischen Gleichschaltung.